# الوارادو
الوارادو (به پرتغالی: Alvaredo) یک سکونتگاه مسکونی در پرتغال است که در Melgaço Municipality واقع شده‌است.

## خصوصیات
الوارادو ۶۱۴ نفر جمعیت دارد.